# Národní přírodní park Olešské písky
Národní přírodní park Olešské písky je ukrajinský národní park, který se nachází jižně od dolního toku Dněpru, asi 25 km východně od krajského města Cherson a 70 km severozápadně od Krymského poloostrova. V parku se nacházejí půdní plochy s nízkou úrodností, písky a řada neobvyklých mikrohabitatů. Oblast není opravdová poušť, ale značně ji připomíná. Od roku 2019 byly přísně zakázány návštěvy veřejnosti bez doprovodu s upozorněním, že se oblast nachází vedle vojenského cvičiště. Park se nachází v okrese Kachovka v Chersonské oblasti.

## Topografie
Park se nachází na severním svahu Černého moře. Je rozdělen do dvou hlavních zón:
- Radensk: Největší plocha, pozoruhodná absencí borových lesních porostů a velkými písečnými dunami v centru. (6 780 ha)
- Burkut: Oblast borového lesa, luk a jezer obklopená písečnou stepí. (1 240 ha)

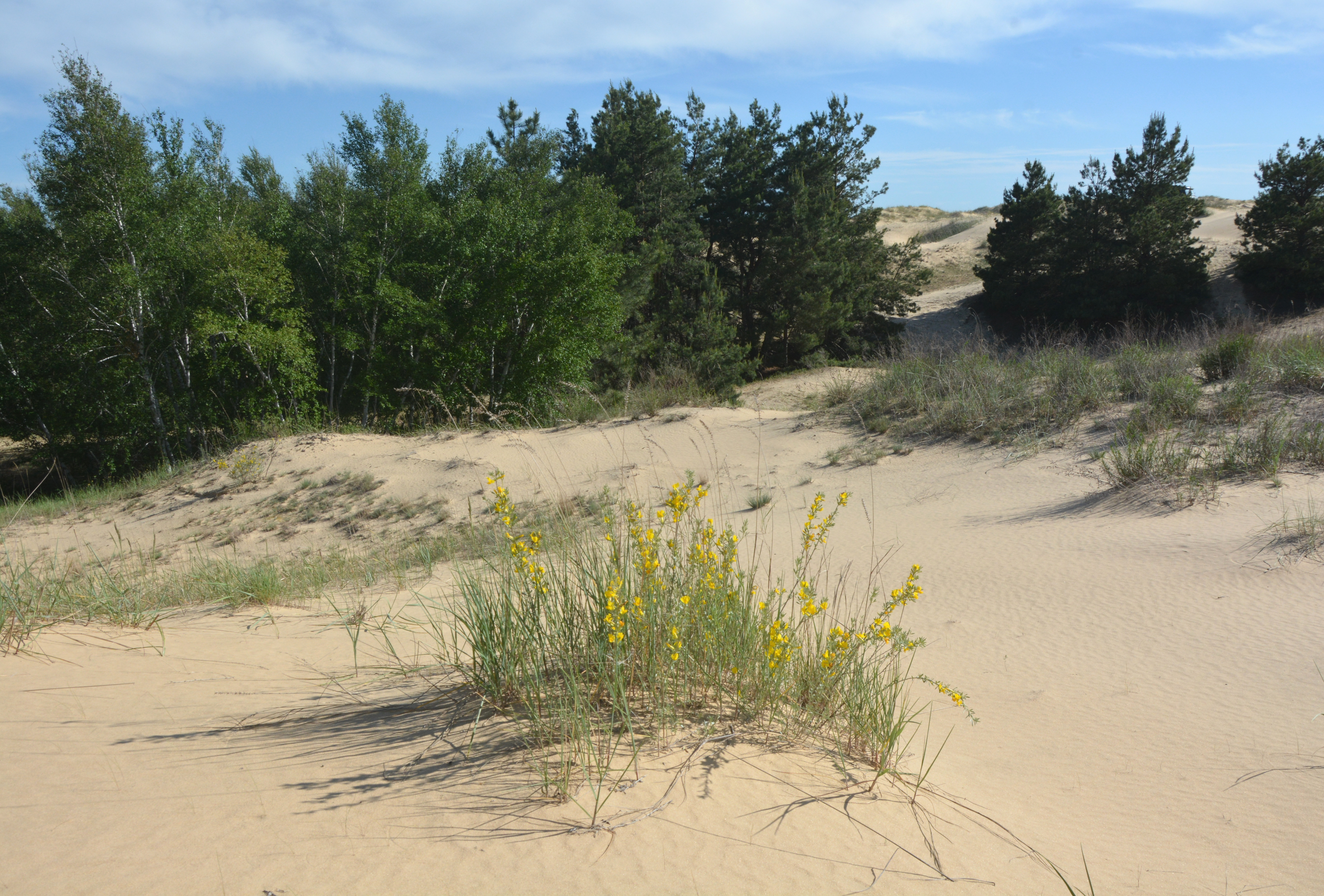
Porosty keřů a stromů obklopené písečnou stepí

## Klima a ekoregion
Podnebí národního parku Olešské písky je vlhké kontinentální podnebí – podtyp horkého léta (klasifikace klimatu Köppen Dfa), s velkými sezónními teplotními rozdíly a horkým létem (nejméně jeden měsíc v průměru nad 22 °C (72 °F) a mírné zimy.
Park Olešské písky se nachází v ekoregionu Pontsko-kaspická step, regionu, který pokrývá rozlohu pastvin táhnoucích se od severního pobřeží Černého moře až po západní Kazachstán.

## Flóra a fauna
Krajina je poměrně pestrá, s písčitými stepmi, polosuchými stepmi, loukami, rákosinami a lesními porosty. Duny v sektoru Radensk jsou protkány oblastmi keřů, jezer a březových hájů (12 % plochy).

## Veřejné použití
Webové stránky parku varují veřejnost před nebezpečím z nedalekého vojenského zařízení a veřejnosti přísně zakazují návštěvy bez doprovodu.